# Hemibracon hemisphaericus
Hemibracon hemisphaericus är en stekelart som först beskrevs av Szepligeti 1906.  Hemibracon hemisphaericus ingår i släktet Hemibracon och familjen bracksteklar. Inga underarter finns listade i Catalogue of Life.